# Louk
Louk est une série de bande dessinée d'aventure mettant en scène le chien-loup Louk et son ami François Québec, un trappeur, qui affrontent divers méchants dans le Nord canadien.
Écrite par Roger Lécureux, qui s'inspire de Jack London et James Oliver Curwood, et dessinée par Claude Pascal, Louk est publiée de 1953 à 1960 dans l'hebdomadaire jeunesse Vaillant.